# 中国人民解放军高等军事学院
中国人民解放军高等军事学院，简称高等军事学院，是中华人民共和国成立后中国人民解放军的最高军事学府。

## 历史
高等军事学院于1957年8月23日在北京成立。由南京军事学院战役系、战史系及解放军训练总监部下属的院校部的机关合编而成，直属中央军委。设基本系、速成系、高级系、战史系和理论班。学制分别为1年半、8个月、3年。培养陆海空军军职以上干部。
1958年3月1日举行首期学员开学典礼。
1963年3月培养范围扩大到正师职以上的军事指挥、政治指挥、后勤指挥干部，高级参谋及军事理论人员。
1969年2月2日,中央军委办事组决定高等军事学院与南京军事学院、解放军政治学院合并成立中国人民解放军军事政治大学。
1977年，在高等军事学院原址成立中国人民解放军军事学院。1985年12月改建为中国人民解放军国防大学。

## 历任首长
院长
1. 刘伯承（1957.9-1958.11）
2. 叶剑英（1958.11-1962.9）
3. 陈伯钧（1962.9-1965.5）
4. 李聚奎（1966.4-1969.2）
5. 刘忠（革委会主任，1968.1-1969.12）

政治委员
1. 刘伯承（兼，1957.9-1958.11）
2. 李志民（1958.11-1969.2）